# Clotilde Médégan-Nougbodé
Clotilde Médégan Nougbodé est une magistrate béninoise. Elle préside la Haute Cour de justice du Bénin de 2003 à 2009. Elle s'engage durant sa carrière pour l'émancipation des femmes et est membre fondatrice de l'Association des Femmes Juristes du Bénin.

## Biographie

### Enfance et formations
Clotilde Médégan Nougbodé est née le 29 mars 1953 à Adjohoun. Elle obtient une maitrise en sciences juridiques en 1977 à l'université d’Abomey-Calavi. Elle fait ensuite des études de magistrature au Centre de formation administrative et de perfectionnement du Bénin et complète cela par un stage à l'École nationale de la magistrature de Paris.

### Carrière
Elle commence sa carrière comme magistrate et exerce à ce titre diverses fonctions au sein des juridictions de première instance et à la cour d'appel de Cotonou. En 1996, elle est directrice de cabinet de Grace d'Almeida au ministère de la Justice du Bénin.
De 2003 à 2009, elle préside la Haute Cour de justice du Bénin. Elle est la première femme à occuper ce poste. À l'issue de son mandat, elle est remplacée par Théodore Holo et rejoint la cour de justice de la Communauté économique des États de l'Afrique de l'Ouest. 
Au long de sa carrière, elle s'engage pour l'émancipation des femmes. Elle a contribué notamment au renforcement du statut juridique de la femme en tant que membre du comité de rédaction du guide juridique de la femme béninoise et en étant rapporteur de l'avant-projet du code des personnes et de la famille. Elle est membre fondatrice de l'Association des Femmes Juristes du Bénin, qu'elle préside de décembre 2000 à janvier 2004, après y avoir occupé des postes dans le bureau.

## Distinctions
- Grand officier de l'ordre national du Bénin (2006)[5].